# Élections constituantes de 1946 en Martinique
Les élections constituantes françaises de 1946 se tiennent le 2 juin. Ce sont les deuxièmes élections constituantes, après le rejet du projet de Constitution française du 19 avril 1946 lors du référendum du 5 mai.

## Mode de scrutin
L'assemblée constituante est composée de 586 sièges pourvus pour la plupart au scrutin proportionnel plurinominal suivant la règle de la plus forte moyenne dans chaque département, sans panachage ni vote préférentiel.
Dans l'ancienne colonie et nouveau département (depuis le 26 mars) de Martinique, deux députés sont à élire dans deux circonscriptions, selon le système uninominal majoritaire à deux tours. 

## Élus
| Député sortant | Parti | Parti | Député élu ou réélu | Parti | Parti |
| -------------- | ----- | ----- | ------------------- | ----- | ----- |
| Aimé Césaire   |       | PCF   | Aimé Césaire        |       | PCF   |
| Léopold Bissol |       | PCF   | Léopold Bissol      |       | PCF   |

## Résultats

### Première circonscription
| Parti    | Parti    | Candidat               | Premier tour | Premier tour | Ballotage | Ballotage |
| Parti    | Parti    | Candidat               | Voix         | %            | Voix      | %         |
| -------- | -------- | ---------------------- | ------------ | ------------ | --------- | --------- |
|          | PCF      | Aimé Césaire *         | 17 300       | 62,26        | 19 704    | 64,06     |
|          | SFIO     | Paul Symphor-Monplaise | 5 376        | 19,35        |           |           |
|          | MRP      | Théramène Thémia       | 5 110        | 18,39        | 11 053    | 35,94     |
|          |          | Jean Toulouse          | 10           | 0,04         |           |           |
|          |          | Oscar Lalanne          | 6            | 0,02         |           |           |
|          |          |                        |              |              |           |           |
| Inscrits | Inscrits | Inscrits               | 70 564       | 100,00       | 69 915    | 100,00    |
| Votants  | Votants  | Votants                | 27 996       | 39,68        | 30 937    | 44,25     |
| Exprimés | Exprimés | Exprimés               | 27 786       | 99,25        | 30 757    | 99,42     |

### Deuxième circonscription
| Parti    | Parti    | Candidat         | Premier tour | Premier tour | Ballotage | Ballotage |
| Parti    | Parti    | Candidat         | Voix         | %            | Voix      | %         |
| -------- | -------- | ---------------- | ------------ | ------------ | --------- | --------- |
|          | PCF      | Léopold Bissol * | 9 534        | 61,25        | 9 100     | 53,10     |
|          | SFIO     | Joseph Édmé      | 5 301        | 34,06        | 7 918     | 46,20     |
|          | MRP      | Albert Boisson   | 730          | 4,69         | 120       | 0,70      |
|          |          |                  |              |              |           |           |
| Inscrits | Inscrits | Inscrits         | 48 085       | 100,00       | 47 858    | 100,00    |
| Votants  | Votants  | Votants          | 15 790       | 32,84        | 17 295    | 36,14     |
| Exprimés | Exprimés | Exprimés         | 15 565       | 98,58        | 17 138    | 99,09     |